# Championnat d'Union soviétique de football 1985
Navigation
Saison 1984 Saison 1986

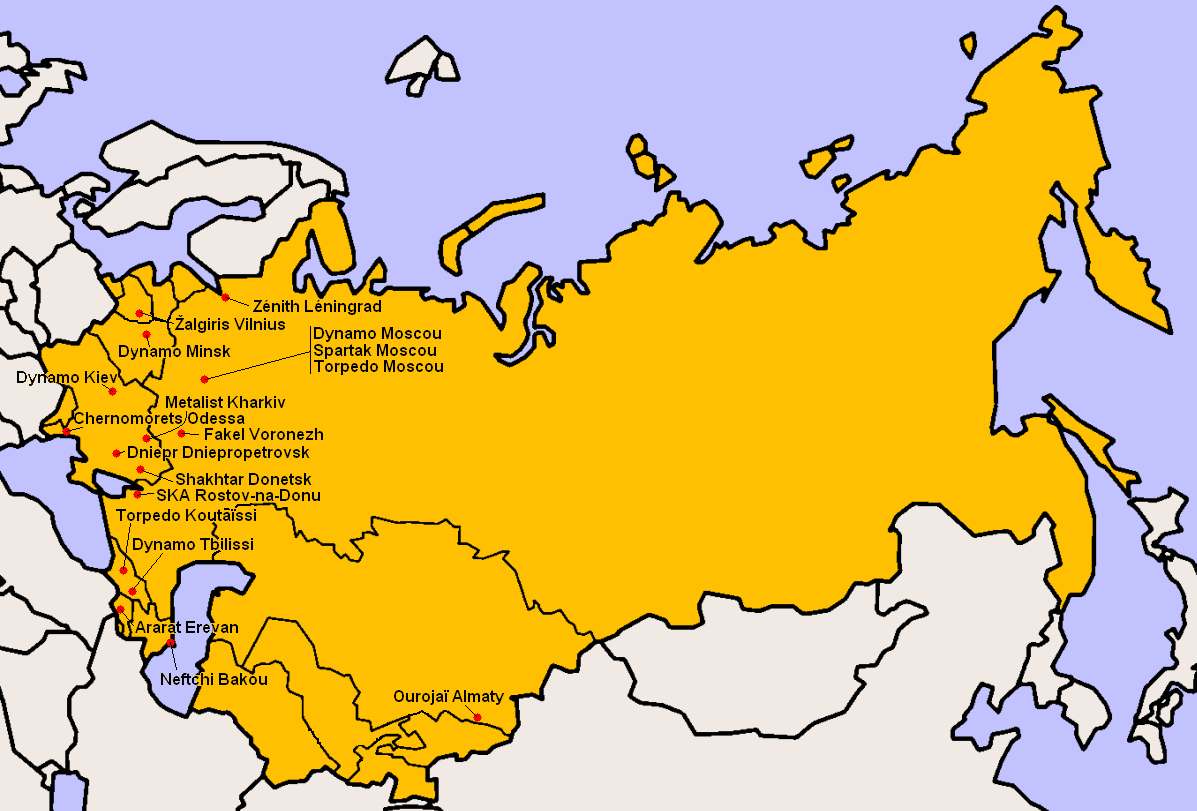
Localisation des clubs engagés dans le championnat.

La saison 1985 de Vyschaïa Liga est la 48e édition du championnat d'URSS de football.
Lors de cette saison, le Zénith Léningrad va tenter de conserver son titre de champion d'URSS face aux 17 meilleurs clubs soviétiques lors d'une série de matchs aller-retour se déroulant sur toute l'année. 
Quatre places sont qualificatives pour les compétitions européennes, la cinquième place étant celle du vainqueur de la Coupe d'URSS 1985-1986.

## Qualifications en Coupe d'Europe
À l'issue de la saison, le champion participera à la Coupe des clubs champions 1986-1987.
Le vainqueur de la Coupe d'URSS 1985-1986 participera à la Coupe des coupes 1986-1987, si ce club est le champion, alors le finaliste de la coupe le remplacera.
Les trois places pour la Coupe UEFA 1986-1987 sont attribuées aux deuxième, troisième et quatrième du championnat si ceux-ci ne sont pas les vainqueurs de la coupe, si c'est effectivement le cas la place reviendra au cinquième.

## Clubs participants
Légende des couleurs
- Premier tour de la Coupe des clubs champions 1985-1986
- Premier tour de la Coupe des coupes 1985-1986
- Premier tour de la Coupe UEFA 1985-1986
- Promu de deuxième division

| Club                   | Présent depuis | Classement 1984 | Entraîneur                  | Stade                 | Capacité |
| ---------------------- | -------------- | --------------- | --------------------------- | --------------------- | -------- |
| Zénith Léningrad       | 1938           | 1er             | Pavel Sadyrine              | Stade Kirov           | 72 000   |
| Spartak Moscou         | 1978           | 2e              | Konstantin Beskov           | Stade central Lénine  | 84 745   |
| Dniepr Dniepropetrovsk | 1981           | 3e              | Volodymyr Iemets (uk)       | Stade Meteor          | 26 400   |
| Tchernomorets Odessa   | 1974           | 4e              | Viktor Prokopenko           | Stade central         | 30 800   |
| Dinamo Minsk           | 1979           | 5e              | Beniamin Arzamastsev (ru)   | Stade Dinamo          | 41 100   |
| Torpedo Moscou         | 1938           | 6e              | Valentin Ivanov             | Stade Torpedo         | 16 000   |
| Dinamo Tbilissi        | 1936           | 7e              | Nodar Akhalkatsi            | Stade Lénine-Dinamo   | 55 000   |
| Kaïrat Almaty          | 1984           | 8e              | Leonid Ostrouchko (ru)      | Stade central         | 26 300   |
| Žalgiris Vilnius       | 1983           | 9e              | Benjaminas Zelkevičius (en) | Stade Žalgiris (en)   | 15 000   |
| Dynamo Kiev            | 1936           | 10e             | Valeri Lobanovski           | Stade républicain     | 83 450   |
| Ararat Erevan          | 1966           | 11e             | Leonid Zakharov             | Stade Hrazdan         | 69 000   |
| Metallist Kharkov      | 1982           | 12e             | Yevhen Lemeshko (en)        | Stade Metallist       | 28 000   |
| Chakhtior Donetsk      | 1973           | 13e             | Viktor Nosov (en)           | Stade Chakhtior       | 31 800   |
| SKA Rostov             | 1984           | 14e             | Alekseï Ieskov              | Stade central (en)    | 27 300   |
| Neftchi Bakou          | 1977           | 15e             | Ruslan Abdullayev (az)      | Stade Vladimir Lénine | 30 000   |
| Dinamo Moscou          | 1936           | 16e             | Eduard Malofeev             | Stade Dinamo          | 36 540   |
| Fakel Voronej          | 1985           | 1er (D2)        | Viktor Marienko             | Stade central (en)    | 31 800   |
| Torpedo Koutaïssi      | 1985           | 2e (D2)         | Givi Nodia                  | Stade central         | 19 400   |

### Changements d'entraîneurs
| Club             | Entraîneur partant         | Date de départ | Entraîneur arrivant         | Date d'arrivée |
| ---------------- | -------------------------- | -------------- | --------------------------- | -------------- |
| Žalgiris Vilnius | Algimantas Liubinskas (en) | avril 1985     | Benjaminas Zelkevičius (en) | avril 1985     |
| Ararat Erevan    | Nikita Simonian            | mai 1985       | Leonid Zakharov             | juin 1985      |
| Dinamo Moscou    | Aleksandr Sevidov          | 27 mai 1985    | Eduard Malofeev             | 28 mai 1985    |
| Neftchi Bakou    | Viatcheslav Soloviov       | mai 1985       | Ruslan Abdullayev (az)      | juin 1985      |
| SKA Rostov       | Anatoli Polossine (en)     | juillet 1985   | Alekseï Ieskov              | juillet 1985   |
| Dinamo Tbilissi  | David Kipiani              | août 1985      | Nodar Akhalkatsi            | août 1985      |

## Compétition

### Classement
En application de la Loi des 10 nuls, le Kaïrat  Almaty se voit retirer trois points pour avoir effectué 13 nuls dans la saison. Le Chakhtior Donetsk et le Ararat Erevan se voient retirer deux points pour avoir effectué 12 nuls dans la saison. Dniepr Dniepropetrovsk, le Žalgiris Vilnius et le Neftchi Bakou se voient eux retirer un point pour les 11 nuls effectués dans la saison. 